# Angela Tanuzi
Angela Tanuzi (Krujë, 20 de noviembre de 2002) es una modelo albanesa. Fue coronada Miss Mundo Albania 2022 y Miss Grand Albania 2023.

## Biografía
Nació y creció en Krujë. Estudio en Derecho en la Universidad Mediterránea antes de ganar en concursos de belleza.

## Concursos de belleza

### Miss Mundo Albania 2022
Fue ganadora de Miss Mundo Albania 2022 el 10 de junio de 2022.

### Miss Grand Albania 2023
Fue designada como la representante de Albania rumbo a Miss Grand Internacional 2023 que se realizó el 25 de octubre de 2023 en el país asiático Vietnam.